# Campsiura nigripennis
Campsiura nigripennis är en skalbaggsart som beskrevs av Hermann Rudolph Schaum 1841. Campsiura nigripennis ingår i släktet Campsiura och familjen Cetoniidae.

## Underarter
Arten delas in i följande underarter:
- C. n. maculicollis
- C. n. cingalensis